# Immensee (1943)
Immensee (Untertitel: Ein deutsches Volkslied) ist ein deutscher Spielfilm von Veit Harlan aus dem Jahre 1943. Der Film orientiert sich frei an der gleichnamigen Novelle von Theodor Storm.

## Handlung
Reinhart Torsten ist ein aufstrebender Musiker. Er verlässt seinen kleinen, verschlafenen Heimatort Immensee, um in Hamburg das Konservatorium zu besuchen. Hinter sich lässt er auch Elisabeth Uhl, mit der er in Immensee eine glückliche Kindheit und Jugend verbrachte. Obwohl sich beide ihrer innigen Gefühle füreinander im Klaren sind, hört Reinhart eines Tages damit auf, ihr zu schreiben, was Elisabeth sehr bekümmert. Eines Tages kehrt Reinhart nach Immensee heim, um dort seinen Geburtstag zu feiern. Für die beiden scheint alles wieder wie früher, und so entschließt sich Elisabeth eines Tages dazu, ihn in Hamburg zu besuchen, obwohl beider guter Freund Erich Jürgens schon längst zaghaftes Interesse für Elisabeth zu zeigen begonnen hat. Doch Elisabeth hat Reinhart die Treue versprochen.
In der großen Stadt fühlt sich Elisabeth rasch fremd, und in seinem Bett schläft eine schöne, junge Frau, die sie nicht kennt. Während ihr Freund für die Prüfungen büffelt, erklärt Reinharts Vermieterin ihr lapidar, dass das nicht ungewöhnlich im Leben des jungen Studiosus' sei. Enttäuscht kehrt Elisabeth nach Immensee heim. Erich fasst sich indes endlich ein Herz und gesteht Elisabeth seine Liebe. Beide heiraten und ziehen nach dem Tod von Erichs Vater auf dessen stattlichen Hof. Elisabeths Herz hängt zwar noch an Reinhart, ihr eheliches Versprechen bindet sie aber treu und fest an Erich.
Reinhart Torsten hat inzwischen Karriere gemacht. Er erhielt ein Stipendium für eine Dirigentenschule in Rom und kehrt erst nach langen drei Jahren wieder nach Immensee zurück. Zwar hat er die Absicht, bei seinen Eltern zu wohnen, nimmt aber schließlich die Einladung seines Freundes Erich an, auf dessen Gestüt zu bleiben. Als er Elisabeth sieht, versucht er sie davon zu überzeugen, Erich zu verlassen und mit ihm in die Ferne, in die große, weite Welt zu kommen. Auch wenn Elisabeth noch nicht völlig von Reinhart losgekommen ist, erteilt sie ihm jetzt eine Abfuhr – und das, obwohl Erich bereit ist, ihrem Glück nicht im Wege zu stehen. Erst jetzt reift in Elisabeth die Erkenntnis, wohin sie gehört und welche Bedeutung das Wort Heimat, also Immensee, in ihrem Leben hat.

## Produktionsnotizen
Die Dreharbeiten fanden vom 26. Juni bis Ende Oktober 1942 (Außenaufnahmen) und vom Januar bis April 1943 (Atelieraufnahmen) statt. Drehorte waren in Rom das Forum Romanum, die Ruinen der Maxentiusbasilika, die Plätze vor dem Palatin und dem Petersdom sowie in Deutschland Eutin und Plön mit der Holsteinischen Schweiz, das Gut Stendorf und Hamburg. Die Studioaufnahmen entstanden in der Ufa-Stadt Babelsberg. Der Film wurde aus Kostengründen zeitgleich mit dem Drama Opfergang produziert, dessen Dreharbeiten zwei Monate später begannen. Beide Filme entstanden unter der Regie von Harlan mit Raddatz und Söderbaum in den Hauptrollen.
Die Filmbauten entwarfen Erich Zander und Karl Machus. Die Produktionsleitung hatte Erich Holder. Die Kostüme entwarf Gertrud Steckler, für den Ton sorgte Heinz Martin.
Die Gesangseinlagen stammen von der Italienerin Germana Paolieri (synchronisiert von der Sopranistin Erna Berger) sowie von Käthe Dyckhoff und Kristina Söderbaum.
Wie Bogusław Drewniak in seinem Standardwerk „Der deutsche Film 1938–1945“ berichtet, wurden folgende Gagen gezahlt:
- Veit Harlan erhielt als Regisseur 80.000 RM
- In seiner Funktion als Co-Drehbuchautor erhielt er weitere 25.000 RM. Co-Autor Alfred Braun wurde mit 11.000 RM entlohnt
- Kurt Meisel bezog in seiner Funktion als Regieassistent ein Honorar von 3.000 RM
- Hauptdarstellerin und Harlan-Gattin Kristina Söderbaum erhielt 60.000 RM ausgezahlt.
- Hauptdarsteller Carl Raddatz strich eine Gage in Höhe von 20.000 RM ein.
- Der Komponist Wolfgang Zeller wurde mit 10.000 RM entlohnt

Die Gesamtkosten betrugen 2.067.000 RM. Immensee war einer der kommerziell erfolgreichsten Filme des Dritten Reichs.
Die Uraufführung fand am 8. Dezember 1943 in zwei Hamburger Kinos statt. Berliner Erstaufführung war am 17. Dezember 1943 in zwei hauptstädtischen Lichtspieltheatern. Die Filmzensur gab den Film für Jugendliche ab 14 Jahren frei.
Immensee erhielt 1943 die NS-Prädikate „künstlerisch wertvoll“, „volkstümlich wertvoll“ und „kulturell wertvoll“. Er war der fünfte von 13 zwischen 1939 und 1945 in Agfacolor gedrehten Farbfilmen des Deutschen Reichs.
Bis Kriegsende 1945 lief der Film auch noch in mehreren skandinavischen Ländern an. In Zürich lief der Film Anfang 1944 zwölf Wochen lang, im selben Jahr wurde Immensee auch in der Türkei gezeigt.
Das Gespann Harlan-Braun wurde Ende 1944 auch mit einer weiteren Storm-Adaption, Pole Poppenspäler, betraut. Dieser am 10. November 1944 im schleswig-holsteinischen Meldorf begonnene Film unter dem Titel 'Der Puppenspieler', musste im Frühjahr 1945 abgebrochen werden.
Im Juni 1945 wurde Immensee von den alliierten Militärbehörden in Deutschland mit Aufführungsverbot belegt.
Der Immensee-Stoff wurde 1956 unter dem Titel Was die Schwalbe sang von Géza von Bolváry neu verfilmt, ein weiteres Mal 1989 als Immensee von Klaus Gendries.
Die Murnau-Stiftung ließ Opfergang und Immensee 2016 digital restaurieren. Beide Filme erschienen in restaurierter Fassung am 22. September 2016 auf DVD und Blu-ray.
Das Baby von Kristina Söderbaum ist der spätere Schauspieler und Regisseur Vadim Glowna.

## Kritiken
Das Lexikon des Internationalen Films schrieb: „Kinodramatik von Veit Harlan, effektbewußt und im Geist der Zeit popularisiert“.
Im Zürcher Tages-Anzeiger konnte man Anfang 1944 lesen: „Beim Farbfilm 'Immensee' ist nach den ersten Agfa-Color-Filmen eine derartige Besserung zu konstatieren, daß der Beschauer oft lange Zeit sich nicht der Farbe kritisch bewußt wird, und das ist ein gutes Zeichen. Das Drehbuch zu ‘Immensee‘ haben Veit Harlan und Alfred Braun zusammen geschrieben, und sie erwecken in der Handlung mit bemerkenswerter Einfühlungsgabe die lyrisch-zarte und elegische Grundstimmung der Erstlingsnovelle des Husumer Dichters.“